# Gimonde
Gimonde ist eine portugiesische Gemeinde im Bezirk von Bragança. Am 19. April 2021 lebten hier 358 Einwohner, verteilt auf einer Fläche von 16,5 km². In Gimonde laufen die Flüsse Sabor und Igrejas zusammen.

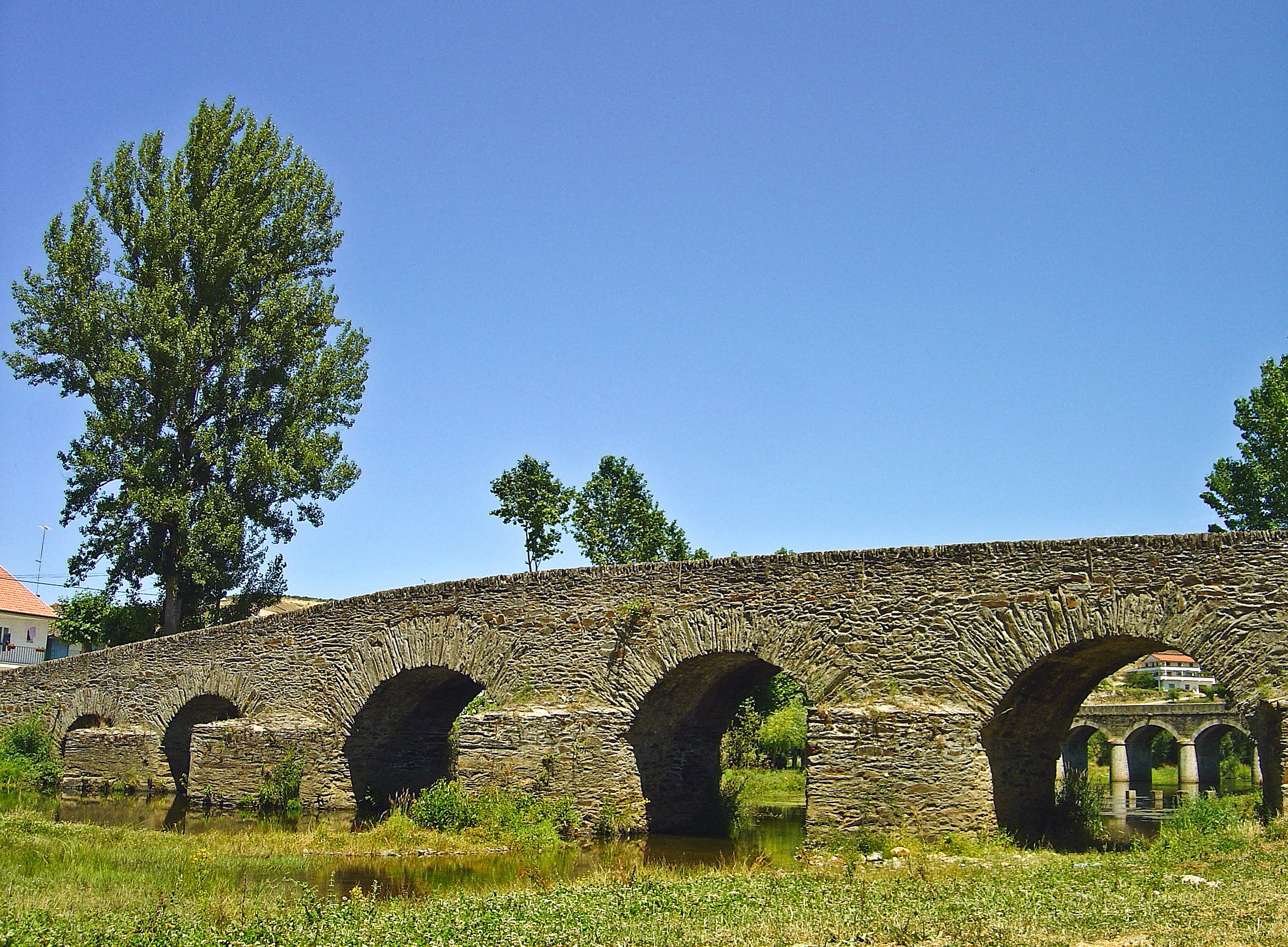
Die Römerbrücke Ponte de Gimonde